# Гротоле
Гро̀толе (на италиански: Grottole, на местен диалект Grottëlë, Гротълъ) е село и община в Южна Италия, провинция Матера, регион Базиликата. Разположено е на 481 m надморска височина. Населението на общината е 2333 души (към 2012 г.).